# Coupe du monde féminine de basket-ball des moins de 19 ans
Cet article traite de l’épreuve féminine. Pour la compétition masculine, voir Coupe du monde masculine de basket-ball des moins de 19 ans.
La Coupe du monde féminine de basket-ball des 19 ans et moins (anglais : FIBA Under-19 Women's Basketball World Cup), anciennement Championnat du monde de basket-ball féminin des 19 ans et moins (FIBA Under-19 World Championship for Women est une compétition féminine de basket-ball opposant les meilleures sélections nationales mondiales des joueuses de 19 ans et moins. Elle a été créée par la FIBA en 1985.
Jusqu'en 2007, le championnat avait lieu tous les 4 ans. Il est désormais organisé tous les 2 ans.

## Histoire
En 2015, les Américaines emmenées par A'ja Wilson (30 points) remportent leur sixième médaille d'or consécutive dans la catégorie par une victoire 78 à 70 sur les Russes de Maria Vadeïeva. Le cinq idéal est composé des Américaines Napheesa Collier (12,7 points avec 54 % d'adresse aux tirs, 9,3 rebonds, 2,0 passes décisives et 2,4 interceptions), A'ja Wilson (18,3 points avec 50 % aux tirs, 8,4 rebonds et 2,3 passes décisives), qui est nommée MVP, des Russes Daria Kolossovskaïa (en) (12,3 points avec 45 % aux tirs, 2,7 rebonds et 3,0 passes décisives), Maria Vadeïeva (16,9 points avec 60 % aux tirs, 12,3 rebonds et 3,7 contres) et de l'Australienne Alanna Smith (12,6 points avec 43 % aux tirs, 7,0 rebonds et 2,7 contres).
En 2017, le meilleur cinq est formé autour de Maria Vadeïeva, qui est désignée meilleure joueuse du tournoi remporté 86 à 82 par la Russie face aux championnes en titres, les Américaines. Individuellement, elle est en tête des statistiques aux points inscrits, au rebond, à l'évaluation et réussit en finale une performance de choix avec 26 points, 18 rebonds, 3 contres et 2 interceptions. Elle est accompagnée dans le meilleur cinq par sa coéquipière Raïssa Moussina qui a inscrit 33 points, 11 rebonds et 7 passes décisives en finale. Les États-Unis ont également deux joueuses dans le cinq idéal avec Chennedy Carter (31 points en finale) et Tyasha Harris, une des Américaines les plus régulières sur le tournoi. Le cinq est complété par une des plus jeunes joueuses du tournoi, la Canadienne Laeticia Amihere, dont le double-double face aux Japonaises a donné aux Canadiennes leur première médaille dans un mondial U19.

## Palmarès

### Par édition
| Éd. | Année | Pays hôte          | Finale          | Finale | Finale               | Petite finale | Petite finale | Petite finale   | Meilleure joueuse |
| Éd. | Année | Pays hôte          | Champion        | Score  | Deuxième             | Troisième     | Score         | Quatrième       | Meilleure joueuse |
| --- | ----- | ------------------ | --------------- | ------ | -------------------- | ------------- | ------------- | --------------- | ----------------- |
| 1re | 1985  | États-Unis         | URSS            | 80–75  | Corée du Sud         | Yougoslavie   | 85–63         | Chine           | Non décerné       |
| 2e  | 1989  | Espagne            | URSS (2)        | 109–93 | Yougoslavie          | Australie     | 69–61         | Tchécoslovaquie | Non décerné       |
| 3e  | 1993  | Corée du Sud       | Australie       | 72–54  | Russie               | Pologne       | 74–53         | Corée du Sud    | Non décerné       |
| 4e  | 1997  | Brésil             | États-Unis      | 78–74  | Australie            | Slovaquie     | 45–40         | Brésil          | Non décerné       |
| 5e  | 2001  | Rép. tchèque       | Rép. tchèque    | 82–80  | Russie               | États-Unis    | 77–72         | Australie       | Non décerné       |
| 6e  | 2005  | Tunisie            | États-Unis (2)  | 97–76  | Serbie-et-Monténégro | Chine         | 78–61         | Russie          | Langhorne         |
| 7e  | 2007  | Slovaquie          | États-Unis (3)  | 99–57  | Suède                | Serbie        | 52–50         | Espagne         | Eldebrink         |
| 8e  | 2009  | Thaïlande          | États-Unis (4)  | 87–71  | Espagne              | Argentine     | 58–51         | Canada          | Xargay            |
| 9e  | 2011  | Chili              | États-Unis (5)  | 69–46  | Espagne              | Brésil        | 70–67         | Australie       | Dantas            |
| 10e | 2013  | Lituanie           | États-Unis (6)  | 61–28  | France               | Australie     | 73–68         | Espagne         | Stewart           |
| 11e | 2015  | Russie             | États-Unis (7)  | 78–70  | Russie               | Australie     | 69–62         | Espagne         | Wilson            |
| 12e | 2017  | Italie             | Russie          | 86–82  | États-Unis           | Canada        | 67–60         | Japon           | Vadeïeva          |
| 13e | 2019  | Thaïlande          | États-Unis (8)  | 74–70  | Australie            | Espagne       | 58–52         | Belgique        | Bueckers          |
| 14e | 2021  | Hongrie            | États-Unis (9)  | 70–52  | Australie            | Hongrie       | 68–62         | Mali            | Clark             |
| 15e | 2023  | Espagne            | États-Unis (10) | 69–66  | Espagne              | Canada        | 80–73         | France          | Martín            |
| 16e | 2025  | République tchèque | États-Unis (11) | 88-76  | Australie            | Espagne       | 70-68         | Canada          | Hall              |

## Tableau des médailles
| Rang | Nation               | Or | Argent | Bronze | Total |
| ---- | -------------------- | -- | ------ | ------ | ----- |
| 1    | États-Unis           | 11 | 1      | 1      | 13    |
| 2    | Union soviétique     | 2  | 0      | 0      | 2     |
| 3    | Australie            | 1  | 4      | 3      | 8     |
| 4    | Russie               | 1  | 3      | 0      | 4     |
| 5    | République tchèque   | 1  | 0      | 0      | 1     |
| 6    | Espagne              | 0  | 3      | 2      | 5     |
| 7    | Yougoslavie          | 0  | 1      | 1      | 2     |
| 7    | Canada               | 0  | 1      | 1      | 2     |
| 9    | Corée du Sud         | 0  | 1      | 0      | 1     |
| 9    | France               | 0  | 1      | 0      | 1     |
| 9    | Serbie-et-Monténégro | 0  | 1      | 0      | 1     |
| 9    | Suède                | 0  | 1      | 0      | 1     |
| 13   | Argentine            | 0  | 0      | 1      | 1     |
| 13   | Brésil               | 0  | 0      | 1      | 1     |
| 13   | Chine                | 0  | 0      | 1      | 1     |
| 13   | Serbie               | 0  | 0      | 1      | 1     |
| 13   | Slovaquie            | 0  | 0      | 1      | 1     |
| 13   | Pologne              | 0  | 0      | 1      | 1     |
| 13   | Hongrie              | 0  | 0      | 1      | 1     |

## Détails des participations
| Équipe                | 1985 | 1989 | 1993 | 1997 | 2001 | 2005 | 2007 | 2009 | 2011 | 2013 | 2015 | 2017 | 2019 | 2021 | 2023 | 2025 | Total |
| --------------------- | ---- | ---- | ---- | ---- | ---- | ---- | ---- | ---- | ---- | ---- | ---- | ---- | ---- | ---- | ---- | ---- | ----- |
| Allemagne             |      |      |      |      |      |      |      |      |      |      |      |      | 13e  |      | 10e  |      | 2     |
| Argentine             |      |      |      | 9e   |      |      | 14e  | 3e   | 13e  | 14e  | 15e  |      | 12e  | 15e  | 16e  | 15e  | 10    |
| Australie             | 6e   | 3e   | 1er  | 2e   | 4e   | 7e   | 5e   | 5e   | 4e   | 3e   | 3e   | 6e   | 2e   | 2e   | 9e   | 2e   | 16    |
| Belgique              |      |      |      |      |      |      |      |      |      |      | 6e   |      | 4e   |      |      |      | 2     |
| Brésil                |      | 8e   | 5e   | 4e   | 7e   |      | 10e  | 9e   | 3e   | 6e   | 10e  |      |      | 16e  | 14e  | 14e  | 12    |
| Bulgarie              |      | 11e  | 9e   |      |      |      |      |      |      |      |      |      |      |      |      |      | 2     |
| Canada                | 8e   |      |      |      |      | 9e   | 9e   | 4e   | 5e   | 7e   | 8e   | 3e   | 6e   | 5e   | 3e   | 4e   | 12    |
| Chili                 |      |      |      |      |      |      |      |      | 12e  |      |      |      |      |      |      |      | 1     |
| Chine                 | 4e   | 9e   | 11e  | 7e   | 9e   | 3e   | 11e  | 11e  | 9e   | 5e   | 7e   | 7e   | 5e   |      | 13e  | 11e  | 15    |
| Colombie              |      |      |      |      |      |      |      |      |      |      |      |      | 11e  |      |      |      | 1     |
| Corée du Sud          | 2e   | 6e   | 4e   |      |      | 6e   | 8e   | 13e  |      | 13e  | 13e  | 15e  | 9e   | 13e  |      | 9e   | 12    |
| Côte d'Ivoire         |      |      |      |      |      |      | 16e  |      |      |      |      |      |      |      |      |      | 1     |
| Cuba                  | 9e   | 10e  |      | 11e  | 6e   |      |      |      |      |      |      |      |      |      |      |      | 4     |
| Égypte                |      |      |      |      |      |      |      |      | 15e  |      | 16e  | 16e  |      | 12e  | 12e  |      | 5     |
| Espagne               | 7e   | 5e   |      | 8e   |      | 5e   | 4e   | 2e   | 2e   | 4e   | 4e   | 8e   | 3e   | 7e   | 2e   | 3e   | 14    |
| États-Unis            | 5e   | 7e   | 7e   | 1er  | 3e   | 1er  | 1er  | 1er  | 1er  | 1er  | 1er  | 2e   | 1er  | 1er  | 1er  | 1er  | 16    |
| France                |      |      | 6e   |      | 5e   |      |      | 7e   | 6e   | 2e   | 5e   | 5e   |      | 10e  | 4e   | 5e   | 10    |
| Hongrie               |      |      |      |      |      | 8e   |      |      |      |      |      | 9e   | 10e  | 3e   |      | 8e   | 5     |
| Italie                |      |      |      |      |      |      |      |      | 10e  |      |      | 11e  |      | 11e  | 11e  |      | 4     |
| Israël                |      |      |      |      |      |      |      |      |      |      |      |      |      |      |      | 10e  | 1     |
| Japon                 |      |      | 8e   | 12e  | 11e  |      | 13e  | 12e  | 7e   | 8e   | DQ   | 8e   | 8e   | 9e   | 6e   | 6e   | 12    |
| Lettonie              |      |      |      |      |      |      |      |      |      |      |      | 10e  | 14e  |      |      |      | 2     |
| Lituanie              |      |      |      |      | 8e   |      | 12e  | 8e   |      | 12e  |      |      |      |      | 8e   |      | 5     |
| Mali                  |      |      |      | 10e  | 12e  |      | 15e  | 14e  |      | 15e  | 12e  | 13e  | 7e   | 4e   | 5e   |      | 10    |
| Mexique               |      |      |      |      |      |      |      |      |      |      |      | 12e  |      |      |      |      | 1     |
| Mozambique            |      |      |      |      |      |      |      |      |      |      |      |      | 15e  |      |      |      | 1     |
| Nigeria               |      |      |      |      |      |      |      |      | 16e  |      |      |      |      |      |      | 12e  | 2     |
| Pays-Bas              |      |      |      |      |      |      |      |      |      | 10e  | 9e   |      |      |      |      |      | 2     |
| Pologne               |      |      | 3e   |      | 10e  |      |      |      |      |      |      |      |      |      |      |      | 2     |
| Porto Rico            |      |      |      |      |      | 10e  |      |      |      |      |      | 14e  |      |      |      |      | 2     |
| Portugal              |      |      |      |      |      |      |      |      |      |      |      |      |      |      |      | 7e   | 1     |
| RD Congo              |      | 12e  | 10e  |      |      | 11e  |      |      |      |      |      |      |      |      |      |      | 3     |
| République tchèque    |      |      |      | 6e   | 1er  |      | 7e   | 10e  |      |      |      |      |      | 6e   | 7e   | 13e  | 6     |
| Russie                |      |      | 2e   | 5e   | 2e   | 4e   |      | 6e   | 8e   | 9e   | 2e   | 1re  |      | 8e   |      |      | 10    |
| Sénégal               | 10e  |      |      |      |      |      |      |      |      | 16e  |      |      |      |      |      |      | 2     |
| Serbie                |      |      |      |      |      |      | 3e   |      |      | 11e  | 11e  |      |      |      |      |      | 3     |
| Serbie-et-Monténégro  |      |      |      |      |      | 2e   |      |      |      |      |      |      |      |      |      |      | 1     |
| Slovaquie             |      |      |      | 3e   |      |      | 6e   |      |      |      |      |      |      |      |      |      | 2     |
| Slovénie              |      |      |      |      |      |      |      |      | 14e  |      |      |      |      |      |      |      | 1     |
| Suède                 |      |      |      |      |      |      | 2e   |      |      |      |      |      |      |      |      |      | 1     |
| Taïwan                |      |      | 12e  |      |      |      |      |      | 11e  |      | 14e  |      |      | 14e  | 15e  |      | 5     |
| Tchécoslovaquie       |      | 4e   |      |      |      |      |      |      |      |      |      |      |      |      |      |      | 1     |
| Thaïlande             |      |      |      |      |      |      |      | 16e  |      |      |      |      | 16e  |      |      |      | 2     |
| Tunisie               |      |      |      |      |      | 12e  |      | 15e  |      |      |      |      |      |      |      |      | 2     |
| Union soviétique      | 1er  | 1er  |      |      |      |      |      |      |      |      |      |      |      |      |      |      | 2     |
| Yougoslavie           | 3e   | 2e   |      |      |      |      |      |      |      |      |      |      |      |      |      |      | 2     |
| Total de participants | 10   | 12   | 12   | 12   | 12   | 12   | 16   | 16   | 16   | 16   | 16   | 16   | 16   | 16   | 16   | 15   |       |